# ZR-8

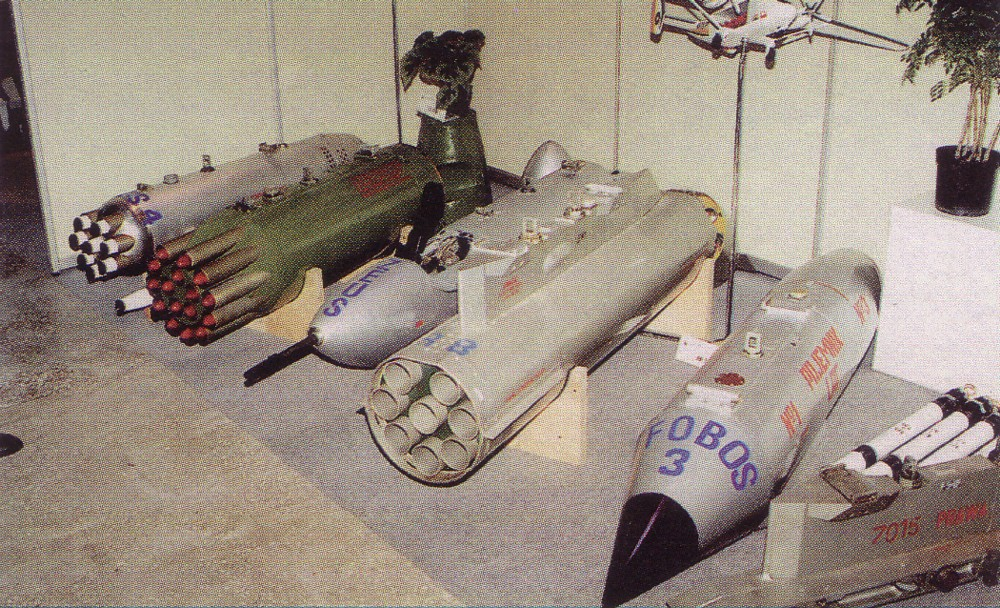
Od lewej: Mars-4, Mars-2M, Zeus-1, ZR-8, Fobos-3.

ZR-8 – polski zasobnik podwieszany przeznaczony do zrzucania bomb małego wagomiaru LBOk-1. Zasobnik mieści 120 bomb w ośmiu rurowych prowadnicach. Subamunicja jest wyrzucana z zasobnika pod wpływem ciśnienia powietrza. Masa i wymiary zasobnika zostały dobrane w taki sposób aby możliwe było podwieszenie go pod samolot szkolny TS-11 Iskra.